# Benguela-Velha

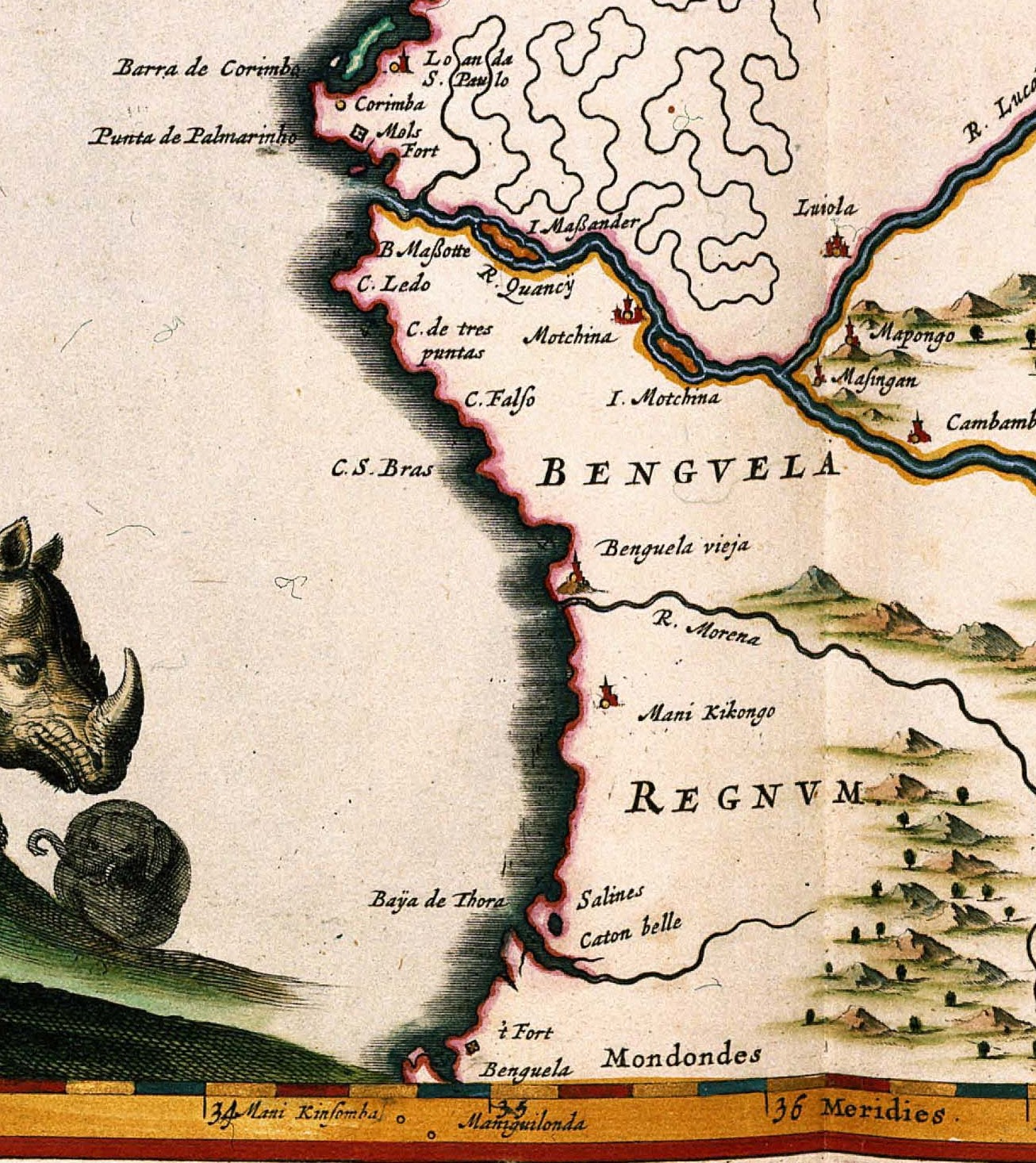
Detalle del Atlas Van der Hagen de 1662, que muestra la ubicación de Benguela-Velha en el Reino de Benguela

Benguela-Velha (En portugués: Benguela Vieja) es actualmente es la zona más occidental de la ciudad de Puerto Amboim. Está localizada en el promontorio del Quissonde, en el extremo sur de la bahía del Quissonde. En esta zona se asienta el puerto del Cuanza Sul.
En el pasado, en este sitio se asentaba una antigua colonia portuguesa que fue absorbida por la ciudad de Porto Amboim.

## Historia
El navegante Diogo Cão fue probablemente el primer portugués en visitar la región entre Benguela-Velha y Benguela, en 1483. Exploró la desembocadura del río Catumbela y una bahía al sur, probablemente Benguela o Farta, la nombró Santa María.
El lugar empezó a ser conocido como Benguela en 1559, año en que Paulo Dias de Novais, nieto del navegante Bartolomeu Dias, fue elegido por la Reina Catalina para iniciar la ocupación del Reino de Angola y el Reino de Benguela En 1574, cuando el rey Enrique I de Portugal asignó a Dias de Novais el gobierno del Reino de Angola (En la práctica, una capitanía), esperaba nuevas expediciones a Benguela. Como capitán, Dias de Novais tenía jurisdicción total sobre las minas y los impuestos locales, así como privilegios sobre el comercio y cualquier recurso natural como especias y minerales. Tan pronto como llegó a Luanda, Dias de Novais envió a su sobrino, Lopes Peixoto, a Benguela, encargado de la misión de encontrar yacimientos de oro y plata, así como de continuar las sociedades comerciales iniciadas por Henrique Pais. Aunque Peixoto no encontró las minas, su misión tuvo éxito, ya que logró comerciar "con paganos obteniendo provisiones, vacas, verduras, esclavos, marfil y anillos y pulseras de cobre". Lopes Peixoto estableció relaciones comerciales y comenzó la construcción de una fortaleza temporal para proteger a los setenta soldados bajo su mando. La fortaleza fue finalizada en 1587
En 1586, como resultado de la cooperación comercial, el gobernante identificado como rey de Benguela solicitó "amistad" y sumisión al rey de Portugal, probablemente, con el fin de que le ayude contra el reino de Dongo, situado al norte. El padre Diogo da Costa, que visitó la región, describe al rey de Benguela como "[un hombre] muy comprensivo, que controlaba un reino con una extrema riqueza mineral". Los portugueses convencieron al rey de Benguela que firme un tratado con los portugueses, que significaba el abandono de su soberanía. El soberano permitió a los portugueses establecerse a lo largo de la costa y construir una fortaleza donde sus posesiones personales y comerciales pudieran mantenerse a salvo de ataques y saqueos. Las relaciones iniciales habían sido amistosas, pero se deterioraron rápidamente. Los súbditos del rey de Benguela atacaron a los soldados portugueses que pescaban y, se adueñaron de sus armas, y mataron a los restantes soldados que se encontraban en la fortaleza, salvando la vida de sólo dos hombres que huyeron a Luanda. Durante el ataque murió Lopes Peixoto, lo que frenó la exploración al sur del río Cuanza. La Corona portuguesa, que enfrentaba simultáneamente conflictos en el Congo, no envió tropas a Benguela-Velha hasta 1617, ya que tenía conflictos con el reino de Dongo y el reino de Congo.

### Benguela abandonada
Los nativos, ya libres del dominio portugués directo, sufrieron las continuas cosechas de su gente por parte de los imbangalas, que continuamente visitaban el área para proveerse de esclavos y ganados.
El comercio con el territorio más al sur de Angola siguió. Domingos de Abreu de Brito visitó el reino de Angola en 1590-1591, destacando la importancia del comercio con área de lo que llamaban reino de Benguela. En su informe, Abreu de Brito recomendó a la Corona portuguesa la separación de los impuestos recaudados en los puertos de Benguela y Luanda, a fin de comprender el valor exacto y la importancia del comercio de esclavos en cada uno de esos puertos. También aconsejó a Portugal el nombramiento de un gobernador con autonomía en relación con los asuntos angoleños, y la adquisición de tres galeotas para realizar el comercio entre Benguela y Luanda.
Un marinero inglés, Andrew Battell, visitó el sitio en 1600-1601, informando que la población que vivía allí se llamaba Endalanbondos, no tenían ninguna forma de gobierno y habían sido profundamente afectados por las continuas razias los imbangalas. Describió a los lugareños como "muy traicioneros, y aquellos que comercian con esta gente tienen que velar por su propia seguridad". Cabe mencionar que en pocas ocasiones se mencionan a los Imbangalas en fuentes primarias, se suelen mencionar en relación con Benguela-Velha y no a Benguela.
Los informes sobre la existencia de minas de oro y marfil llevaron a la Corona portuguesa a considerar el envío de nuevas expediciones para volver a ocupar el puerto. En 1611, se le informa a Felipe II la abundancia de cobre, marfil y esclavos en lo que llamaban Reino de Benguela. La expedición para asentarse en Benguela, dirigida por Manuel Cerveira Pereira. Esta salió de Luanda el 11 de abril de 1617, al frente de una fuerza de 130 hombres y se dirigió hacia el sur. Decidió asentarse en la Bahía de las Vacas, muy al sur de las ruinas de la Antigua Benguela. A este nuevo asentamiento lo llamó: São Filipe de Benguela. Luego de esta empresa, Cerveira Pereira fue nombrado Gobernador, Conquistador y Poblador de Benguela, y simultáneamente Gobernador de Angola. Benguela-Velha siguió abandonada.
En 1624, una flota militar de la Compañía neerlandesa de las Indias Occidentales, dirigida por Piet Hein, fue rumbo a Benguela luego del fallido asedio a Luanda. Afortunadamente, para los portugueses, el mapa de los neerlandeses no estaba actualizado (Buscaban atacar San Felipe de Benguela) y desembarcaron en las ruinas de Benguela-Velha. La villa estaba abandonada y encontró solo un pilar erigido por los portugueses coronado por una cruz, por lo que decidió dirigirse más al sur.

### Reasentamiento
En el marco de la guerra luso-neerlandesa, los neerlandeses conquistaron los reinos de Brasil, Santo Tomé, Angola y Benguela. Durante este tiempo, los neerlandeses establecieron una factoría, la cual los portugueses recuperaron en el marco de la reconquista de Angola y Santo Tomé.
En 1771 los portugueses volvieron al lugar original, donde había un pueblo llamado Quissonde, reconstruyendo allí el pueblo de Benguela Velha, que en 1923 cambió su nombre a Porto Amboim. 